# Anthony Bek
Anthony Bek (1245 circa – Eltham, 3 marzo 1311) è stato un vescovo cattolico inglese, vissuto fra il XIII ed il XIV secolo, che divenne vescovo di Durham e Patriarca di Gerusalemme dei Latini.
Anthony Bek, nato attorno al 1245, fratello minore di Thomas Bek (morto il 12 maggio 1293), vescovo di St David's e proveniva da una famiglia di cavalieri del Lincolnshire; un altro loro fratello fu John Bek, che ereditò le terre di famiglia presso Eresby.
Il loro padre era Walter Bek, che aveva sposato Eva de Gray, nipote di Walter de Gray (morto il 1º maggio 1255), Arcivescovo di York ed Anthony era il loro terzo figlio.

## Biografia

### Al servizio di Edoardo
Sia Anthony che il fratello Thomas studiarono presso l'Università di Oxford dal 1267 al 1270.
Come molti altri canonici Anthony ricevette diversi benefici e questo attirò il principe Edoardo, figlio ed erede di Enrico III d'Inghilterra. Già nel 1275 era Arcidiacono presso della diocesi di Durham e sia in quelle vesti che in quelle di Precentore di York aveva messo insieme diverse prebende a Londra, Lichfield e Wells.
Anthony accompagnò quindi il principe Edoardo alle Crociate nel 1270 ed al loro ritorno fu nominato, il 21 settembre 1274, Keeper of the Wardrobe; tale ufficio però fu di breve durata, un mese dopo infatti gli subentrò il fratello Thomas. Tale delusione fu ricompensata, l'anno seguente, con la nomina a Conestabile della Torre di Londra e nel 1277 Anthony fu uno dei consiglieri che Edoardo, già re da cinque anni, spedì a trattare con Llywelyn il Grande. Il risultato di tale incontro fu il Trattato di Aberconwy, che costrinse il sovrano gallese a dare un certo numero di ostaggi agli inglesi, pagare una multa, rinunciare alle proprie pretese su alcune terre ed infine rendere l'Omaggio feudale ad Edoardo. L'esito felice di tale missione spinse il re a mandare Anthony in Aragona a trattare il matrimonio della figlia Eleonora con Alfonso III.

### Il vescovo mondano
Tali servigi fecero in modo che Edoardo si assicurasse che Anthony venisse eletto Vescovo di Durham: l'elezione avvenne il 9 maggio 1283 e la consacrazione il 9 gennaio dell'anno seguente. Per l'occasione Anthony fece spostare nella Cattedrale di Durham le reliquie di San Guglielmo di York, che era morto da poco più di un secolo. Nel 1286, dopo la morte di Alessandro III di Scozia, Edoardo fece fidanzare il figlio Edoardo con la nuova regina di Scozia, una bambina di appena tre anni di nome Margherita e fu Anthony ad essere incaricato di occuparsi degli affari scozzesi della coppia. Nel 1290 la piccola però morì ed allora il vescovo venne incaricato di portare avanti gl'interessi della corona inglese in merito alla successione scozzese, rimasta senza un erede pronto per il trono. Quando Edoardo, chiamato dagli scozzesi a decidere chi fosse il candidato migliore, si pronunciò a favore di Giovanni di Scozia, Anthony presenziò all'incoronazione.
Nel 1293 Anthony venne scomunicato dall'Arcivescovo di York, che gli era più alto in grado, per aver permesso a degli ufficiali del re di arrestare due chierici mentre egli si trovava in missione per conto del re. Il vescovo portò il caso di fronte al Parlamento inglese, adducendo come motivazione per il proprio agire il fatto che egli non stava agendo come religioso, ma, essendo in viaggio per volere del re, come "conte palatino" e quindi la sua scomunica era un affronto alla dignità regale. Tuttavia, prima che venisse presa una decisione, Anthony decise di riconciliarsi con l'arcivescovo e venne multato.
L'anno seguente, insieme ad altri emissari, fu inviato dal re in una missione diplomatica con l'imperatore Adolfo I e l'arcivescovo di Colonia, allo scopo di assicurarsi l'appoggio dell'imperatore nella guerra che Edoardo voleva muovere contro Filippo IV di Francia.
Anthony prese anche parte alle campagne di guerra in Scozia e ricevette la lettera di resa di Giovanni di Scozia presso Brechin, nel 1296, e comandò un'armata nella Battaglia di Falkirk del 1298.
Nel 1300, poco dopo il ritorno in patria, Anthony venne coinvolto in una questione con Richard de Hoton (morto il 9 gennaio 1308), Priore sia di Durham che del Capitolo della cattedrale, poiché sia questi che il capitolo stavano cercando di dimostrare che dovevano essere indipendenti dalla supervisione del vescovo. Il risultato fu che Anthony scomunicò l'uno e l'altro e chiuse sia il priorato che la cattedrale: furono spediti diversi appelli al re perché ribaltasse la decisione, ma Hoton si era già premurato di accaparrarsi il sostegno di molti consiglieri reali. Nonostante questo, i tentativi di portare la pace fallirono e la disputa venne inasprita ulteriormente dal sorgere di liti circa alcune terre: alla fine, nel 1301, Edoardo decise di confiscare alcune terre al vescovo. Queste gli vennero restituite due anni dopo, ma ciò non bastò a porre fine alla discussione fra i due anzi, Hoton rincarò le accuse sostenendo che Anthony aveva imprigionato un messo del re. Ne risultò che, nel 1305, le sue terre vennero nuovamente confiscate e Anthony, per trarsi d'impaccio, cercò appoggio in Papa Clemente V, che lo nominò Patriarca di Gerusalemme nel 1306. L'anno dopo Edoardo morì.

### Gli ultimi onori
Nonostante le dispute Anthony fu a capo delle cerimonie funebri che si celebrarono il 27 ottobre del 1307 nell'Abbazia di Westminster. Il mese prima, il nuovo re Edoardo II gli aveva restituito terre e titoli. Il titolo di Patriarca lo rese, per di più, come il più importante degli ecclesiastici presenti sul suolo inglese e fu a questa carica cui dovette, probabilmente, il ruolo che giocò nel processo d'accusa contro i Cavalieri templari del 1308. Solo nel 1309 il nuovo priore di Durham disse che non avrebbe proceduto ulteriormente contro il Patriarca, ponendo così fine alla disputa.
Anthony morì ad Eltham il 3 marzo 1311 e fu sepolto nella cattedrale di Durham.